# بوروت بوزيتش
بوروت بوزيتش (بالإيطالية: Borut Božič)‏ مواليد 8 أغسطس 1980 في إيدرييا، يوغوسلافيا، هو دراج سلوفيني. شارك في دورة الألعاب الأولمبية الصيفية.

## سجل النتائج

### سباقات أو مراحل فاز بها
- طواف إسبانيا
- طواف سويسرا

## وصلات خارجية
- الموقع الرسمي

## روابط خارجية
- بوروت بوزيتش على موقع الاتحاد الدولي للدراجات (الإنجليزية)
- بوروت بوزيتش على موقع أرشيف الدراجات (الإنجليزية)
- بوروت بوزيتش على موقع إحصائيات الدراجات الإحترافية (الإنجليزية)
- بوروت بوزيتش على موقع نسبة الدراجات (الإنجليزية)
- بوروت بوزيتش على موقع CycleBase (الإنجليزية)
- بوروت بوزيتش على موقع أوليمبيديا (الإنجليزية)